# De Watermeulen
De Watermeulen is een watermolen op de Molenbeek in Ottergem, een dorp in de Belgische provincie Oost-Vlaanderen.

## Geschiedenis
De molen werd opgetrokken in 1774 in de Oostenrijkse periode. Tot 1920 fungeerde hij als graanmolen en als oliemolen, maar dat jaar werd de olieslagerij verwijderd. In 1994 werd de molen beschermd als monument en de omgeving werd als dorpsgezicht beschermd

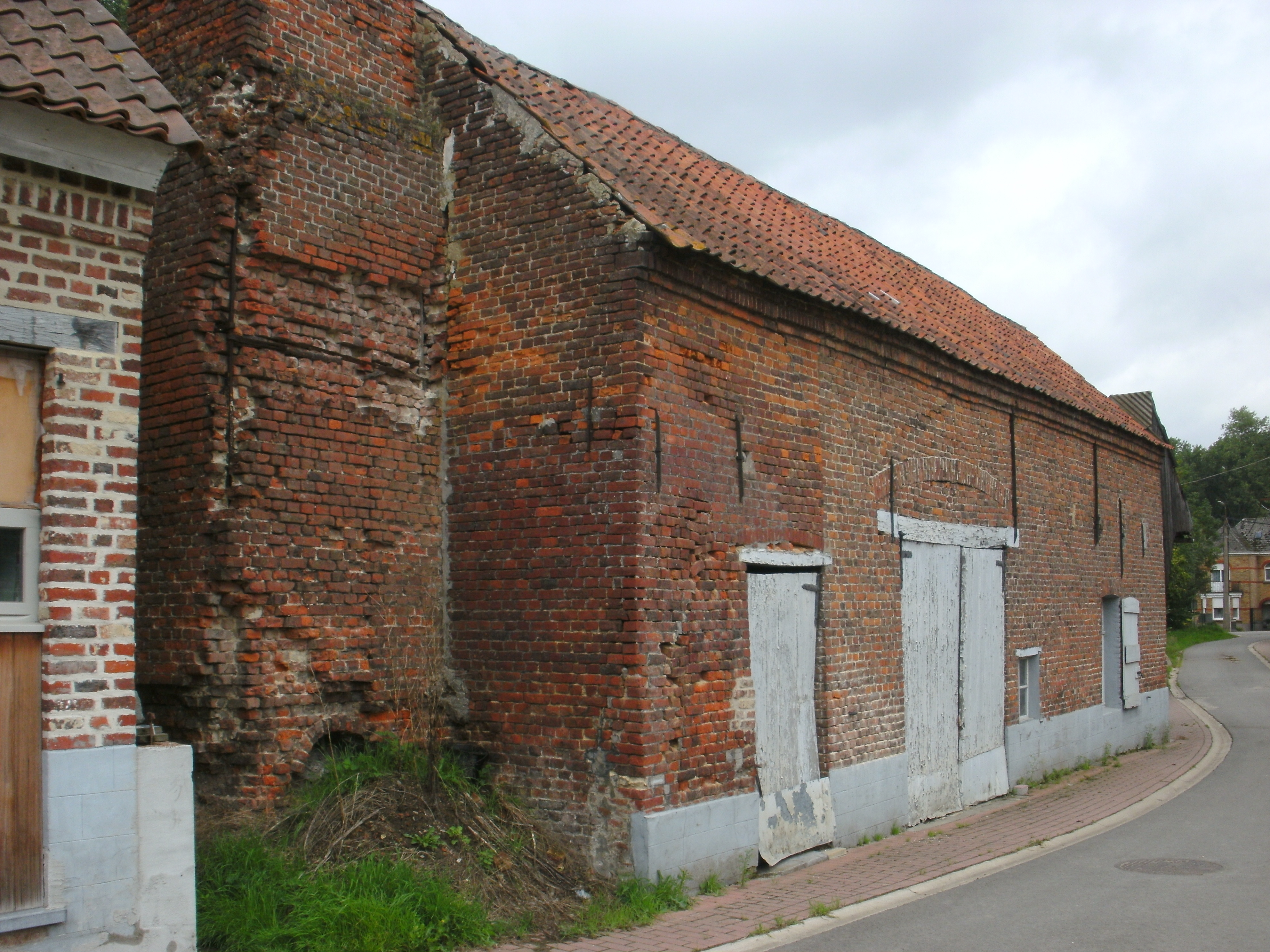
Straatkant
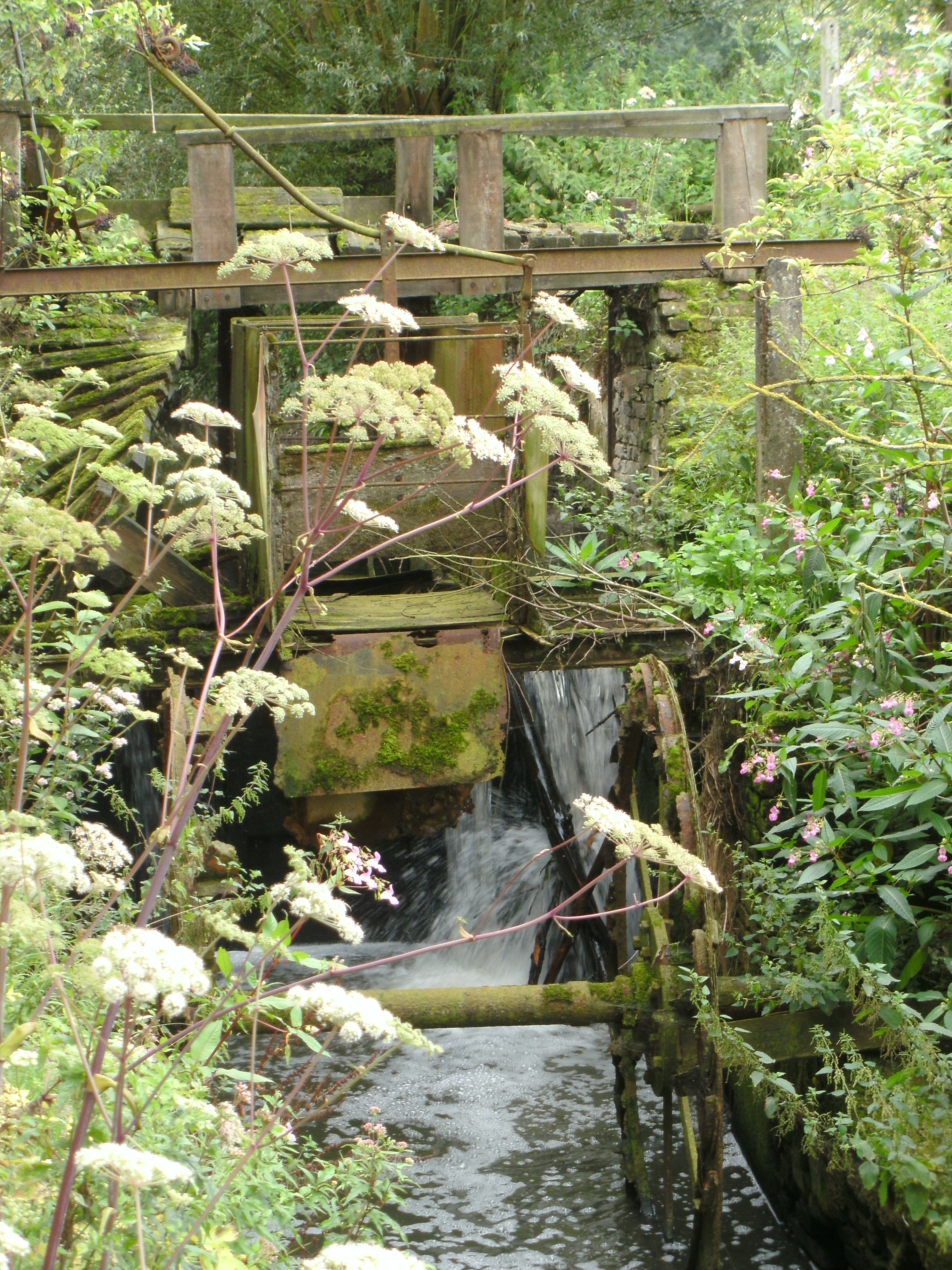
Molenrad
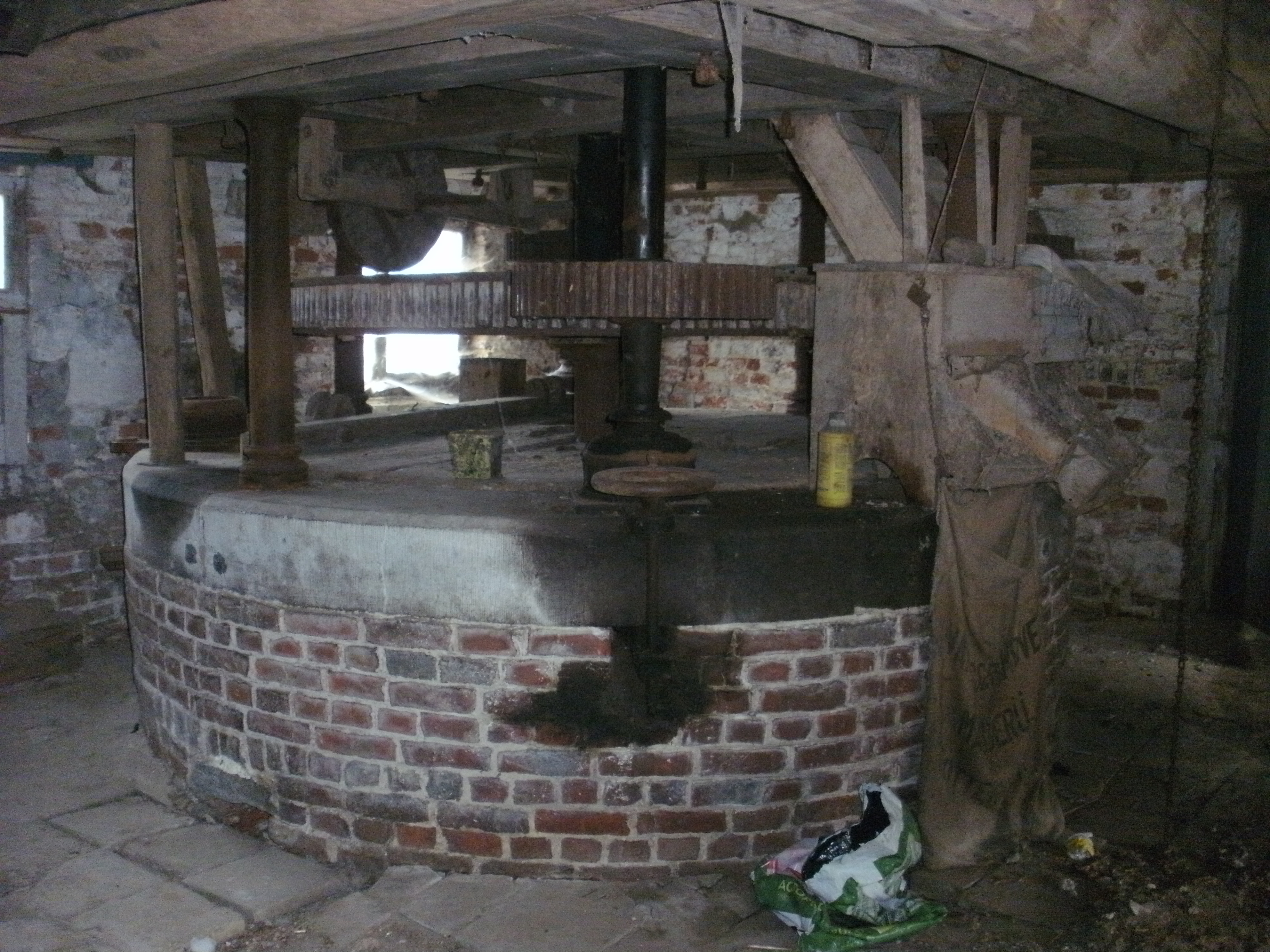
Binnenwerk

Cottemmolen ·
De Graevesmolen ·
De Watermeulen ·
Egemmolen ·
Engelsmolen ·
Gotegemmolen ·
Kruiskoutermolen ·
Molen te Broeck ·
Molens Van Sande ·
Ratmolen ·
Van Der Biestmolen ·
Zwingelmolen
- Inventaris van het Bouwkundig Erfgoed (Vlaanderen): 8303